# Nyikolaj Fjodorovics Vatutyin
Nyikolaj Fjodorovics Vatutyin (oroszul: Николай Фёдорович Ватутин) (Voronyezs, Orosz Birodalom, 1901. december 16. – Kijev, Szovjetunió, 1944. április 14.) szovjet parancsnok, hadseregtábornok, számos „front” parancsnoka a második világháborúban. A keleti front legfontosabb csatáinak résztvevője. A modern hadtudomány a második világháború egyik legkiválóbb és legmerészebb parancsnokának tartja. A háború alatt agresszivitása és támadó szelleme miatt offenzív tábornoknak nevezték. 1944 áprilisában halt meg, miután az Ukrán Felkelő Hadsereg harcosai halálosan megsebesítették.

## Ifjúkora
Szegény parasztcsalád fia volt, Voronyezsben született. Az 1917-es októberi orosz forradalom után belépett a Vörös Hadseregbe, Sztarobelszk és Luhanszk környékén harcolt Mahno erői ellen. A polgárháború után 1922-ben Poltavában elvégezte a tisztiiskolát, 1929-ben pedig lediplomázott a Frunze Katonai Akadémián. Ezzel a lépéssel kezdődött a háború előtti nagy ívű karrierje, melynek során később a vezérkar tagja lett. Gyors felemelkedéséhez legfeljebb a későbbi marsallok, Zsukov (aki mindig rendkívül tisztelte őt) és Vaszilevszkij karrierje hasonlítható. Zsukov helyettese, majd törzsfőnöke volt a Kijevi Különleges Katonai Körzetben (1938-1940), majd 1941 elején a vezérkar hadműveleti osztályának élére került, valamint a vezérkari főnök (Zsukov) helyettese lett. Ebben a magas beosztásban részt vett a mozgósítási terv kialakításában – amely később teljesen rossznak bizonyult.

## A második világháborúban
A német támadás teljesen blokkolta a Vörös Hadsereget. Az első napokban Vatutyin a tűz közelében volt: Zsukov távollétében többször jelentett Sztálinnak. Teljes fordulatszámon pörgött, minden energiájával részt vett az orosz háborús erőfeszítésben. Pár nap elteltével Sztálin az Északnyugati Fronthoz küldte ki, amely nagyon gyengén teljesített a háború első napjaiban. A parancsnokot, Kuznyecov vezérezredest (valamint az utódját, Szobennyikovot) nemsokára leváltották, de a helyzeten ez sem sokat segített. Vatutyin és az új parancsnok, Kurocskin seregtestei súlyos vereségeket szenvedtek, Leningrád előtt azonban csodával határos módon sikerült megállítaniuk a német „Észak” hadseregcsoportot. 1942 tavaszán visszahívták Moszkvába, a vezérkarhoz, amelyet ekkor már Saposnyikov (és helyettese, Vaszilevszkij) irányított.
A Kék hadművelet kezdetben újabb nagy krízist idézett elő a szovjet-német arcvonal déli szakaszán. A Voronyezs védelmével megbízott Voronyezsi Front élére júliusban Sztálin kinevezte Vatutyint (saját kérésére). Ekkor vezetett először frontot. A hadműveletek irányítása során arról az optimizmusról, merészségről, stratégiai képességről és rendkívüli energiáról tett tanúbizonyságot, amely mindvégig jellemezte. Voronyezst elszántan, keményen védte a jól szervezett és jól felfegyverzett német erőkkel szemben. Kiváló teljesítménye jutalmául a sztálingrádi bekerítő hadműveletek egyik fő kivitelezőjének őt választották ki: októberben a Délnyugati Front parancsnoka lett, így részt vett az Uránusz hadművelet előkészületeiben és lebonyolításában.
November 19-én a Délnyugati Front támadásba lendült. Pár napon belül áttörte a sztálingrádi német csoportosítás szárnyát fedező (nagyrészt román és olasz) hadseregek védelmét, meglepetésszerűen átkelt a Donon Kalacs mellett és egyesült a Sztálingrádi Fronttal. Ez a ragyogó siker jelezte a sztálingrádi csata első fázisának végét. A tábornok szokásos energiájával és éleslátásával irányította alakulatait, de az előkészületek során is nagyon fontos munkát végzett, elősegítve ezzel a hadjárat sikerét.
Rövid szünet után, december 16-án a Don és a Csir körzetében indított újabb offenzívát. Szokásos merészségét és független szellemét mutatja, hogy azt javasolta Sztálinnak, kíséreljék meg Rosztov visszafoglalását. Javaslatát nem fogadták el (ez alkalommal talán túlzott optimizmust tanúsított, ami mindig legfőbb hibája volt). Az új (szerényebb célt kitűző) offenzíva lényegében két találkozó irányú csapás volt, melyet a Délnyugati Front és a Voronyezsi Front (Golikov tábornok) alakulatai mértek. Sikeresen áttörték az olaszok által tartott arcvonalat és körülbelül 60 000 foglyot ejtettek, amivel hozzájárultak Paulus sztálingrádi hadserege tragikus sorsához.
1943 januárjában újabb orosz offenzívára került sor délen. Vatutyin csapatai az első két héten látszólag megállíthatatlanul törtettek előre nyugati irányba. Balszárnya a Kaukázusból visszavonuló német 1. páncéloshadsereg (Kleist) összeköttetési vonalait fenyegette, a másik szárny február elején gyors előrenyomulásával veszélyes helyzetbe hozta a harkovi német helyőrséget, amely a hónap közepén fel is adta a várost (Golikov csapatai 16-án bevonultak). Sztálint és a főhadvezetést is megtévesztette a kezdeti siker (február 12-én jutalmul Vatutyint hadseregtábornokká léptették elő); noha a Délnyugati Frontnak és Popov frontgyorscsoportjának nem tudtak elegendő utánpótlást szállítani, sürgették az offenzíva folytatását. Vatutyin is elhitte, hogy szétzúzhatja az ellenség déli arcvonalát és nagy önbizalommal folytatta a támadást. Ennek következtében február végén elszenvedte első komoly vereségét. Manstein vezértábornagy, kihasználva, hogy az oroszok túlságosan elnyújtották összeköttetési vonalaikat, egy gyors ellencsapással, melyhez felhasználta minden elérhető tartalékját, visszavágott és kibillentette egyensúlyából Vatutyin csapatait. Az oroszok március közepére kénytelenek voltak feladni a februárban megszerzett területek legnagyobb részét, és kevésen múlt, hogy el tudták kerülni a még nagyobb katasztrófát. Manstein ugyanis észak felé fordulva Golikov Harkovtól nyugatra előrenyomuló alakulatai hátsó szárnyába támadott. Ha a tábornagy elegendő erővel rendelkezett volna a nyugatra előretört hadseregek elvágásához, a németek sztálingrádi vereségéhez hasonló katasztrófa lett volna a végeredmény. Sztálin elsősorban Vatutyint hibáztatta a kudarc miatt, Golikovot és Popovot kevésbé tartotta felelősnek a kialakult helyzetért. Zsukov viszont rábeszélte a diktátort Golikov leváltására. Vatutyin újból a Voronyezsi Front élére került.
A tavasszal az orosz hadvezetés a németek offenzívájára várt. Vatutyin szentül hitte, hogy meg kell előzni a németek támadását és sürgette Vaszilevszkijt (aki Zsukovval együtt nehezen meggyőzte Sztálint, hogy érdemesebb védelembe átmenni, mint támadást indítani a németek ellen), hogy vegyék át a kezdeményezést: „Van elég erőnk.” Még Sztálint is felhívta és győzködte, hogy ne várják meg a Wehrmacht támadását, szervezzenek offenzívát. A javaslatot végül nem fogadták el.
A Vatutyinnak alárendelt hadseregek a kurszki kiszögellés déli oldalán, visszavontan helyezkedtek el. A német támadás július 5-én indult. A kurszki csata során Vatutyin kiválóan vezette a csapatokat, Manstein erői az első pár napon csak lassan haladtak előre. Az orosz ellentámadás július 12-én indult. Vatutyin egységei áttörtek Manstein frontján, augusztus 5-én visszafoglalták Belgorodot, majd a következő héten százharminc kilométert nyomultak előre. Konyev jobbszárnyával együttműködve kis híján sikerült bekeríteniük a Harkovban állomásozó ellenséges csapatokat, és összeomlással fenyegették a németek déli arcvonalát. Manstein az utolsó pillanatban elhárította az összeomlást és sikeresen stabilizálta a helyzetet. Az oroszok továbbra is nyomultak előre, de csak kevés foglyot ejtettek. A német ellencsapások ellenére Vatutyin szeptember elején kijutott a Dnyeperhez, és 22-én több ponton átkelt rajta. November 6-án átkaroló manőverrel felszabadította Kijevet, a németek azonban ismét kibújtak a bekerítésből. November első hetében új támadást indított nyugati irányba, és tíz nap alatt közel százhatvan kilométert nyomult előre. Manstein azonban, éppúgy, mint márciusban, ezúttal is ellencsapást mért, és sikerült visszaszorítani Vatutyin erőit.
December 24-én újabb támadás indult a kijevi kiszögellésből. Vatutyin a közbeeső időben megerősített csapatai január elejére elérték a háború előtti lengyel határt. A másik szárnyon Konyevvel együttműködve bekerítették a korszunyi kiszögellésben tevékenykedő ellenséges csapatokat. Egy részük kimenekült, 18 000-en fogságba estek. Stemmermann, a 11. hadtest parancsnoka is elesett.

## Halála
A nagyszerű győzelmek alapján akár később a Szovjetunió marsalljává is előléphetett volna. Február 29-én viszont az Ukrán Felkelő Hadsereg (UPA) szovjetellenes partizánjai rajtaütöttek, amikor az egyik szovjet hadsereg harcálláspontjára utazott és halálosan megsebesítették.
A kijevi kórházba szállították, ahol hosszú szenvedés után, április 15-én meghalt. Kezelőorvosa, Nyikolaj Nilovics Burgyenko, a Vörös Hadsereg törzsorvosa volt. Beszállításakor Vatutyin még nem volt különösebben rossz bőrben. Gyógykezelést kapott, ám állapota fokozatosan rosszabbra fordult. Az orvosi csapat eleinte maláriájának kiújulására gyanakodott, mivel Vatutyin a fronton egyszer már átesett ezen a betegségen. Végül kiderült, hogy a lőtt sebe fertőződött el. A főorvos penicillint kívánt alkalmazni. Az orvosok véleménye szerint megfelelő adagolás mellett ez teljesen visszafordíthatta volna a betegséget. Ám ezekben az időben ezt a gyógymódot csak Sztálin beleegyezésével lehetett volna alkalmazni, de ő ellenezte ezt. Sztálin nem adott engedélyt, mondván: „a penicillin nem szovjet (ekkortájt a Szovjetunióban nem volt penicillin), hanem amerikai gyógyszer és Sztálin úgy vélte, talán a penicillin is fertőzött, talán olyan penicillint csempésznek oda, amely gyöngíti erőinket, és megengedhetetlen az, hogy ilyen orvossággal gyógyítsanak egy olyan kiváló katonai vezetőt, mint Vatutyin.” Így tehát a kórházi személyzet, fejvesztés terhe mellett adhatta volna csak megfelelő gyógyszert, ezt nem merték vállalni. Állapota ezek után rohamosan romlott, amputálni kellett a lábát, de már ez is késő volt, ez sem segített. Végül súlyos szepszisben hunyt el.

## Személyének értékelése
Sir B. H. Liddell Hart több művében rámutatott kivételes képességeire, nagy szerepére az 1943-44-es szovjet sikerekben. Az újabb kutatók – Earl Ziemke, John Keegan, David M. Glantz – feltárták szerepét, személyiségének jelentőségét, kivételes stratégiai-operatív képességeit. Kollégáitól szinte egyöntetűen csak dicséretet kapott halála után. Emlékirataikban valamennyien úgy említik, mint az egyik legtehetségesebb szovjet hadvezért, aki vezérkari tisztként, parancsnokként is kiválóan teljesített. Mindig pártfogolta a tehetségeket, például a nála is fiatalabb Csernyahovszkijt és segített nekik az előrejutásban. Halála a szovjet hadvezetés számára súlyos veszteség volt. A háború fiatal magasabb parancsnoka volt (40 évesen fényes katonai karrier előtt állt), és hősi halála a második világháború egyik legragyogóbb katonai pályáját törte ketté.